# St. Martin (Ebing)

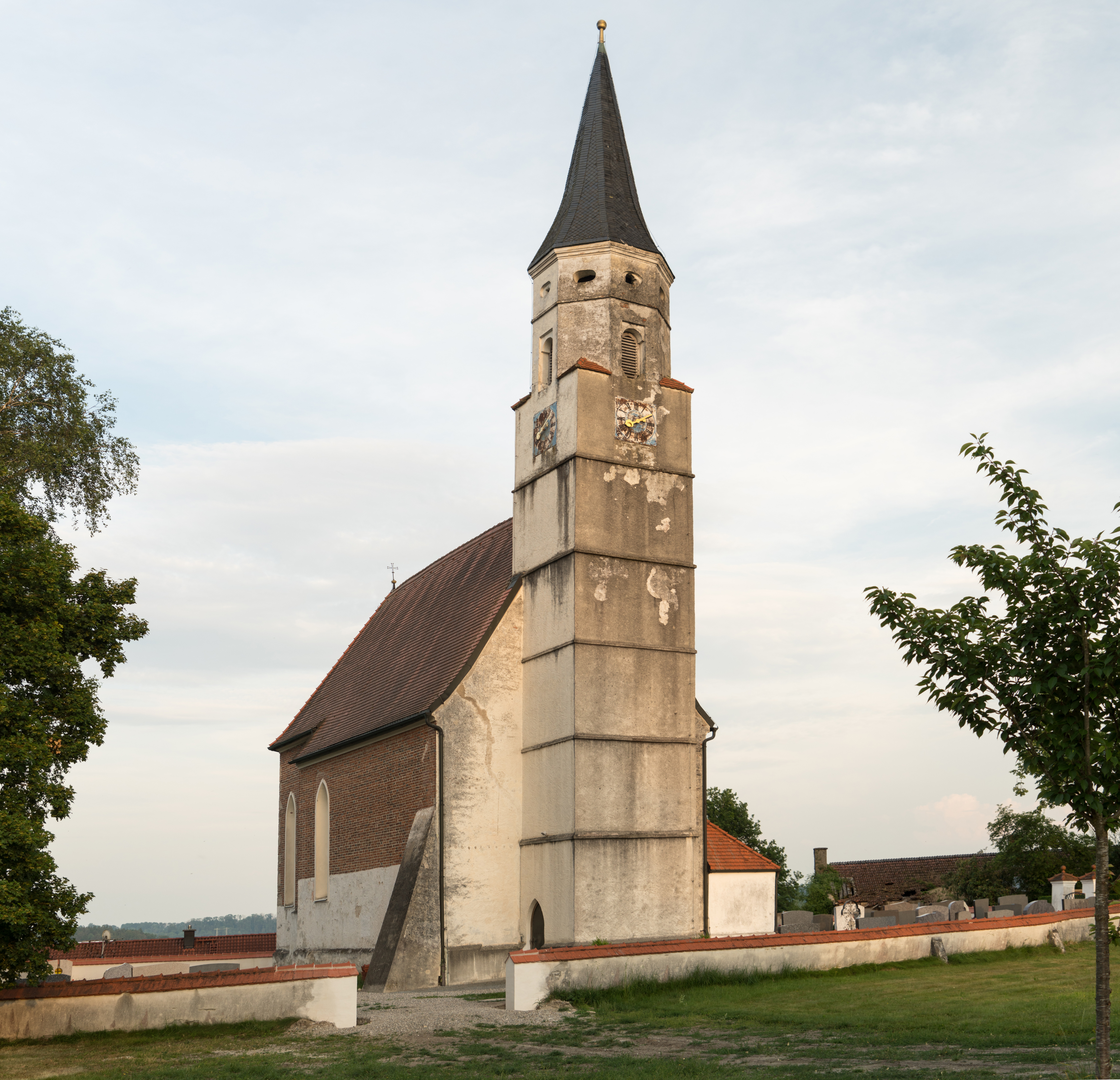
St. Martin in Ebing

Die römisch-katholische Kuratiekirche St. Martin steht in Ebing, einem Gemeindeteil der Stadt Waldkraiburg im Landkreis Mühldorf am Inn. Das Bauwerk ist  als Baudenkmal unter der Nr. D-1-83-148-8 eingetragen. Die Kuratie gehört zum Pfarrverband Waldkraiburg im Erzbistum München und Freising.

## Beschreibung
Die gotische Saalkirche wurde in der 1. Hälfte des 15. Jahrhunderts erbaut. Sie besteht aus einem Langhaus mit drei Jochen, einem eingezogenen, dreiseitig geschlossenen Chor mit zwei Jochen im Osten, einer Sakristei an der Südwand des Chors, einem Vorzeichen an der Südwand des Langhauses und einem Kirchturm, der 1901 mit einem spitzen Helm bedeckt wurde. 
Der Kirchturm wurde 1741 mit einem achteckigen Geschoss aufgestockt, in dessen Glockenstuhl drei Kirchenglocken hängen. Die Glocken im Einzelnen:
| Glocke | Name              | Gussjahr | Gießer                     | Durchmesser | Schlagton |
| ------ | ----------------- | -------- | -------------------------- | ----------- | --------- |
| 1      | Hl. Sebastian     | 1950     | Karl Czudnochowsky, Erding | 940 mm      |           |
| 2      | Hl. Bruder Konrad | 1950     | Karl Czudnochowsky, Erding | 820 mm      |           |
| 3      |                   | 1920     | Johann Hahn, Landshut      | 720 mm      |           |

Die Deckenmalereien wurden 1961 von Michael P. Weingartner angelegt. Der Hochaltar wurde um 1663 aufgestellt, die Kanzel 1768. 
Die Orgel wurde im 17. Jahrhundert von einem unbekannten Orgelbauer errichtet und hat acht Register auf einem Manual und angehängtem Pedal.